# إدوارد باركر
إدوارد باركر (26 أبريل 1939 في زيمبابوي - ) (بالإنجليزية: Edward Parker)‏ هو لاعب كريكت جنوب أفريقي. شارك مع منتخب روديزيا للكريكت ‏. أما مع النوادي، فقد لعب مع Northern Cape (cricket team) ‏.

## وصلات خارجية
- إدوارد باركر على موقع إي آس بي آن كريك إنفو (الإنجليزية)